# Melisande
Melisande is een van oorsprong Franstalige stripreeks die begonnen is in februari 1995 met François Gilson als schrijver en Clarke (Frédéric Seron) als tekenaar.
In 2019 beëindigde Dupuis enkele oude reeksen, inclusief Melisande vanwege de dalende verkoop en omdat de uitgeverij meer nieuwe reeksen wil beginnen. In het Frans verschenen er 27 albums.

## Personages
- Melisande: Een knappe jonge heks. Ze woont op een kasteel en volgt les in een school voor tovenaars. In de oorspronkelijke Franstalige versie heet ze Mélusine in plaats van Melisande en heet haar nicht juist Melisande.
- De priester: de pastoor van het dorp bij het kasteel waar Melisande woont. Hij wil alle heksen verbranden en bedient zich hierbij van zijn kruis en van de waterproef.[2]
- Lord Gonzagua: de heer des huizes van het kasteel waar Melisande verblijft. Hij is een vampier die Melisande af en toe vraagt voor een bloedonderzoek. Hij vertelt er niet bij dat dat bloed afkomstig is van een slachtoffer dat hij in zijn kerker heeft opgesloten.
- Lady Aimée: de vrouw des huizes van het kasteel. Ze is een geest en geeft Melisande vaak zware klusjes.
- Winston: het monster van Frankenstein en de huisknecht van het kasteel. Af en toe loert hij door het sleutelgat van de deur van Melisandes slaapkamer.
- De kok: een zombie, die af en toe zijn ogen in het eten laat vallen.
- De mummie: woont in de kleerkast in de slaapkamer van Melisande en gluurt vaak als zij zich aan- en uitkleedt.
- Professor Eusebius Haselblatt: hoogleraar en directeur van de toverschool waar Melisande studeert. Hij is klein van stuk en praat met een Duits accent.
- De weerwolf: de geliefde van Melisande, die enkel bij volle maan met haar kan uitgaan. Helaas moet hij voor Lady Aimée vaak iets doen om met Melisande uit te gaan wat zoveel tijd kost dat het nooit voor de ochtend af is.
- Grootvader: het levend harnas in het kasteel, wordt regelmatig door Melisande opgepoetst. Hij is tevens de grootvader van Lady Aimée.

## Albums
Alle albums zijn getekend door Frédéric Seron en uitgegeven door Dupuis. De eerste twintig albums zijn geschreven door François Gilson waarna tekenaar Seron ook de scenario's schreef.
Enkel de eerste 16 albums werden naar het Nederlands vertaald.
1. Betoveringen (1995)
2. Bal der vampiers (1995)
3. Inferno (1996)
4. Verhalen bij de open haard (1997)
5. Minnedrankjes (1998)
6. Kwelduivels en kobolden (1999)
7. Hocus-pocus (2000)
8. Halloween (2000)
9. Hypnosis (2001)
10. Verhalen bij volle maan (2002)
11. Een school voor hekserij (2003)
12. De schone en het beest (2004)
13. Bijgeloof (2005)
14. Het potje van de duivel (2006)
15. De leerling-heks (2007)
16. Magisch ballet (2008)